# Ilze Kunga-Melgaile
Ilze Kunga-Melgaile es un directora de cine y guionista letona.

## Carrera
Kunga-Melgaile es una directora letona. Tras graduarse en la Universidad Estatal de Cine de San Petersburgo en 2004, Ilze ha dirigido varios cortometrajes, como Rendez-vous (2005), Pine Tree Children (2005), Spiral (2007) y The Signs of Light (2010). Este último ganó el premio principal de la sección Nuevo Cine Báltico en el Foro de Cine Europeo.

## Filmografía
- Mi libertad (2023)